# Sloe Gin
Sloe Gin — шестой студийный альбом американского блюз-рокового музыканта Джо Бонамассы, вышедший 6 июня 2007 года на лейбле J&R Records. Название альбома является отсылкой к одноимённой песне английского музыканта Тима Карри с его дебютного альбома 1978 года Read My Lips. Альбом дебютировал в США на первом месте в чарте блюзовых альбомов Billboard Blues Albums.

## Отзывы
| Оценки критиков | Оценки критиков |
| Источник        | Оценка          |
| --------------- | --------------- |
| Allmusic        | [ 1 ]           |

Альбом получил положительные отзывы музыкальной критики и интернет-изданий. Музыкальный сайт Allmusic дал Sloe Gin четыре звезды из пяти, а рецензент Стив Леггетт заявил, что альбом показал, как Бонамасса «повысил уровень написания песен… и сократил количество клише, создав при этом свой самый разнообразный и впечатляющий альбом».

## Список композиций
| №   | Название                                          | Автор(ы)                   | Длительность |
| --- | ------------------------------------------------- | -------------------------- | ------------ |
| 1.  | «Ball Peen Hammer» (кавер песни Chris Whitley)    | Chris Whitley              | 3:27         |
| 2.  | «One of These Days» (кавер песни Ten Years After) | Alvin Lee, Joe Bonamassa   | 5:40         |
| 3.  | «Seagull» (кавер песни Bad Company)               | Paul Rodgers, Mick Ralphs  | 3:49         |
| 4.  | «Dirt in My Pocket»                               | Bonamassa, James Huff      | 4:54         |
| 5.  | «Sloe Gin» (кавер песни Tim Curry)                | Bob Ezrin, Michael Kamen   | 8:13         |
| 6.  | «Another Kind of Love» (кавер песни John Mayall)  | John Mayall                | 3:10         |
| 7.  | «Around the Bend»                                 | Bonamassa, Will Jennings   | 5:15         |
| 8.  | «Black Night» (кавер песни Charles Brown)         | Jessie Mae Robinson        | 4:22         |
| 9.  | «Jelly Roll» (кавер песни John Martyn)            | John Martyn                | 2:12         |
| 10. | «Richmond»                                        | Bonamassa, Mike Himelstein | 4:31         |
| 11. | «India»                                           | Bonamassa, Rick Melick     | 3:19         |

## Чарты
В США альбом дебютировал на первом месте в чарте блюзовых альбомов Billboard Blues Albums и девять недель возглавлял его.
| Чарт (2007)                      | Высшая позиция |
| -------------------------------- | -------------- |
| США (Billboard 200)              | 184            |
| США( Billboard Top Blues Albums) | 1              |
| Нидерланды (Dutch Albums Chart)  | 27             |
| Швеция (Sverigetopplistan)       | 39             |
| Великобритания (UK Albums Chart) | 50             |